# Hadsund Folkeblad
Hadsund Folkeblad var en ugeavis, som blev udsendt fra Hadsund i den østlige del af Mariagerfjord Kommune. Det blev i sin trykte udgave gratis husstandsomdelt til borgere i 9560 Hadsund hver onsdag. Avisen blev også omdelt i Terndrup, Bælum, Havndal, Astrup, Assens, samt Gjerlev.
Hadsund Folkeblad fusionerede den 1. marts 2024 med lokalavisen Hobro Avis under navnet LigeHer.nu Mariagerfjord. Det skyldes at det er blevet meget dyrere at udgive lokalaviser de sidste år, hvor udgifterne til papir, tryk samt distribution er steget markant.
Avisen udkom førstegang i 1908. Avisen var til den 20. september 2009 ejet af Carl Christian og Hans Henrik Rasmussen. Hadsund Folkeblad blev solgt til Nordjyske Medier. Avisen udkom i 19.710 eksemplarer.

## Andre kanaler
Hadsund Folkeblad printavis blev udgive med samme indhold også elektronisk på e-pages.dk.
derudover havde ugeavisen også en profil på Facebook.

## Galleri
- Hadsund Folkeblad som den så ud i 1954.
- Hadsund Folkeblad som den så ud i 1987.
- Hadsund folkeblad som det så ud fra 2022-2024